# تیلبر
تیلبر (به آلمانی: Thielbeer) یک منطقهٔ مسکونی در آلمان است که در ارندزی واقع شده‌است. تیلبر ۱۶۵ نفر جمعیت دارد.